# Hrad u Královky
Hrad u Královky (též Hrad u Olešné) stával severovýchodně od Strašic na katastrálním území obce Cheznovice v okrese Rokycany.

## Historie
O hradu u Královky prameny mlčí, ale zato máme historické zprávy o hradu u Olešné, který byl s hradem u Královky pravděpodobně totožný. Ten je uváděn v roce 1652 ve zbirožském urbáři jako pustý. Další záznamy o hradu mlčí a bližší informace nepřinesly ani archeologické průzkumy. Hrad pravděpodobně patřil ke skupině rožmberských hradů, které střežili vstup do strašické kotliny. Je pravděpodobné, že byl zničen v roce 1352 během útoku Karla IV. proti Rožmberkům na Strašicku. Objevuje se ovšem také hypotéza, že se jedná o dosud nelokalizovaný hrad Chlukov.

## Poloha
Hrad se nacházel na ostrožně na severovýchodě kotliny, v místě zvaném Na hradě nebo Na Malém hradišti. V minulosti sem vedla cesta z údolí. Dnes je na místě hradu opuštěný lom.